# Szolmizáció
A szolmizáció egy zenei hangsor elemeinek szótagokkal való elnevezése. A magyar nyelvhasználatban a tulajdonképpeni relatív szolmizáció (közkeletűen szolfézs is) általános megnevezése, mely nem a tényleges hangmagasságokon alapul (abszolút szolmizáció), hanem hangviszonyokon. Amint egy hosszú lépcsősoron bármely hét egymást követő fokot kiválaszthatunk, úgy a szolmizációnál is tetszőleges a kezdőpont.
A szolmizáció valamilyen formában szinte az egész világon – helyenként már az ókorban – megjelent, és története során többször is alapjaiban gyorsította fel a nyugati zenekultúra fejlődését (guidói tanítás, Tonic Sol-fa). Mai, modern formájában nagy zenepedagógiai jelentőséggel bír (relatív hallás), mely a zene alapjainak megértését és tudatos alkalmazását (tiszta ének) a legszélesebb tömegek számára teszi elérhetővé.

## Abszolút szolmizáció
Az abszolút szolmizáció az újlatin és keleti szláv nyelvű, valamint pl. az arab országokban és Izraelben az abszolút hangmagasságú zenei törzshangok elnevezésének összefoglaló neve. A kromatikus hangok neveit – a latin ábécé betűit használó német (angol, magyar stb.) rendszerrel egyezően – a módosítandó törzshang nevéből képzik. Az alábbi táblázatban látható a törzshangok és példaként két-két felemelt illetve leszállított hang elnevezése, olasz, spanyol, francia és orosz nyelven.
| magyar | olasz      | spanyol       | francia   | orosz     |
| ------ | ---------- | ------------- | --------- | --------- |
| c      | do         | do            | ut(!)     | до        |
| desz   | re bemolle | re bemol      | re bémol  | ре-бемоль |
| d      | re         | re            | ré        | ре        |
| esz    | mi bemolle | mi bemol      | mi bémol  | ми-бемоль |
| e      | mi         | mi            | mi        | ми        |
| f      | fa         | fa            | fa        | фа        |
| fisz   | fa diesis  | fa sostenido  | fa dièse  | фа-диез   |
| g      | sol        | sol           | sol       | соль      |
| gisz   | sol diesis | sol sostenido | sol dièse | соль-диез |
| a      | la         | la            | la        | ля        |
| b      | si bemolle | si bemol      | si bémol  | си-бемоль |
| h      | si         | si            | si        | си        |

## Relatív szolmizáció
A relatív szolmizáció az abszolút hangmagasságtól független, kizárólag a hang adott hangsorban elfoglalt helyének – a környező hangok alapján történő – azonosítását lehetővé tévő módszer, mely által bármely hangra mint alaphangra (a hangsor dallami és/vagy  harmóniai szempontból legfontosabb, fundamentális hangjára) felépíthető a diatonikus hangsor. Mivel minden más ismert módszernél gyorsabban és eredményesebben fejleszti a relatív hallást – különösen gyermekkorban, illetve zeneileg képzetlen személyek esetében is –, ezáltal egyben a dallam-, hangzat- és harmóniafelismerés és -reprodukálás képességét illetve a tiszta énekes intonációt: alkalmazása a zeneoktatásban nélkülözhetetlen, ismerete pedig a zenészek számára alapvető. Gyakran kézjelekkel együtt alkalmazzák, tanítják és tanulják.
Például C-dúrban a relatív szolmizációs hangok az abszolút hangoknak az alábbi táblázat szerint felelnek meg. A "szolmizációs hang" oszlopban első helyen és félkövér betűtípussal minden esetben a hivatalos magyar szakmai-tudományos írásmód szerinti elnevezés szerepel; majd a kiejtési variánsok következnek, melyek egyrészt a beszédben nyelvi jelenségek, másrészt pedig énekelve – természetes módon, a magyar nyelv rövid-hosszú magánhangzópárjaihoz igazodva – az énekelt hang hosszúságától függenek; ezután zárójelben a más országokban használt – csak a magyar írásmódtól eltérő – további változatok (ha van ilyen), írásmód szerint. A szolmizációs betűjel mindig kisbetűs. A felfelé vagy lefelé módosított szolmizációs hangokat értelemszerűen nem rövidítik.
| abszolút hang | szolmizációs betűjel | szolmizációs hang | felfelé módosítva | lefelé módosítva |
| ------------- | -------------------- | ----------------- | ----------------- | ---------------- |
| c             | d                    | dó do             | di (dí)           | nincs            |
| d             | r                    | ré re             | ri (rí)           | ra rá            |
| e             | m                    | mi mí             | nincs             | ma má (me)       |
| f             | f                    | fá fa             | fi (fí)           | nincs            |
| g             | s                    | szó szo (szol)    | szi szí (si)      | sza (se)         |
| a             | l                    | lá la             | li lí             | lu lú ló (le)    |
| h             | t                    | ti tí             | nincs             | tá (te)          |

## Története

### Az ókori Görögországban
A görögök korán felismerték, hogy énekléskor a különböző zenei hangok különböző magánhangzókhoz (különböző magánhangzókat tartalmazó szótagokhoz) rendelése a legegyszerűbb és legtermészetesebb módszer a hangviszonyok memorizálására.
A görög zene szigorú elméleti arányokon nyugodott. Alapja a ½-1-1 hangközarányú tetrachord (pl. e-f-g-a). Négy összekapcsolt illetve szétválasztott tetrachord egy kiegészítő legmélyebb hanggal (proszlambanomenosz) hozta létre a két oktávra terjedő hangsort (szüsztéma teleion).
A hangok éneklésekor a te, ta, té, tó szótagokat használták. Az első és legfontosabb szótag a te volt (genészeosz szümbolon), ezt kapta a legmélyebb hang, illetve ennek első és második oktávja is. A félhanglépésekre mindig a ta–té kapcsolatot énekelték:
| A  | H  | c  | d  | e  | f  | g  | a  | h  | c1 | d1 | e1 | f1 | g1 | a1 |
| -- | -- | -- | -- | -- | -- | -- | -- | -- | -- | -- | -- | -- | -- | -- |
| te | ta | té | tó | ta | té | tó | te | ta | té | tó | ta | té | tó | te |

### A guidói tanítás

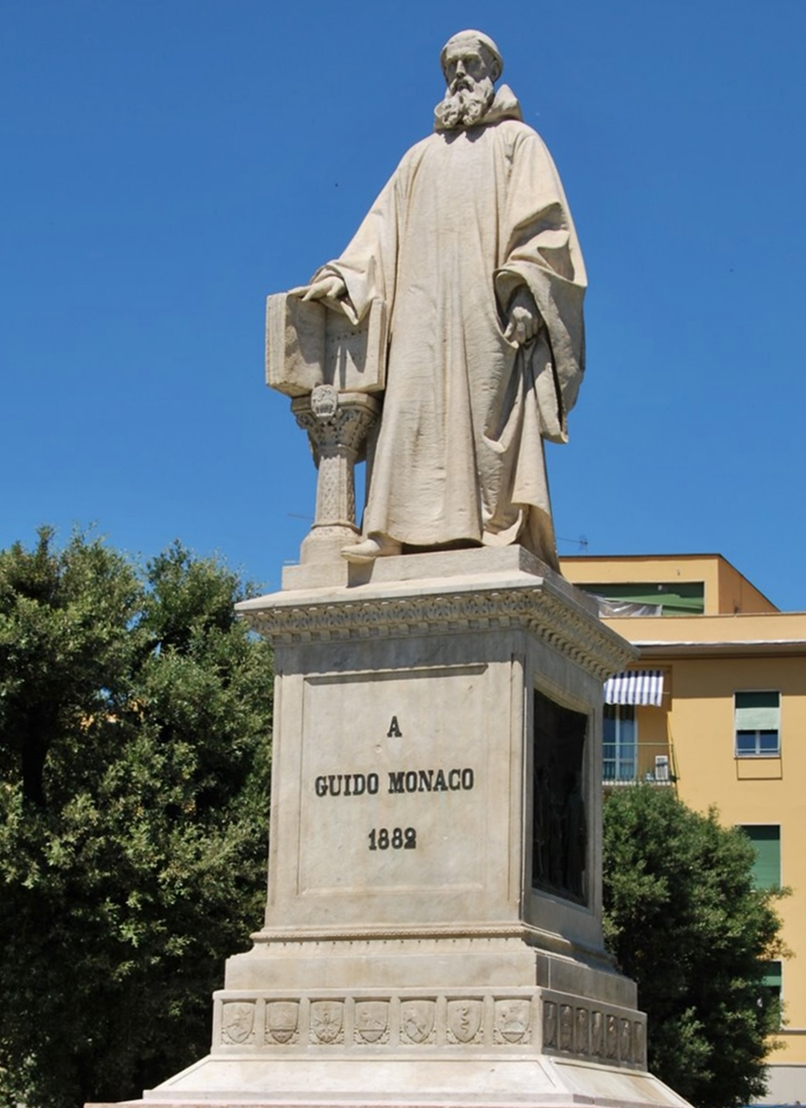
Arezzói Guidó szobra...

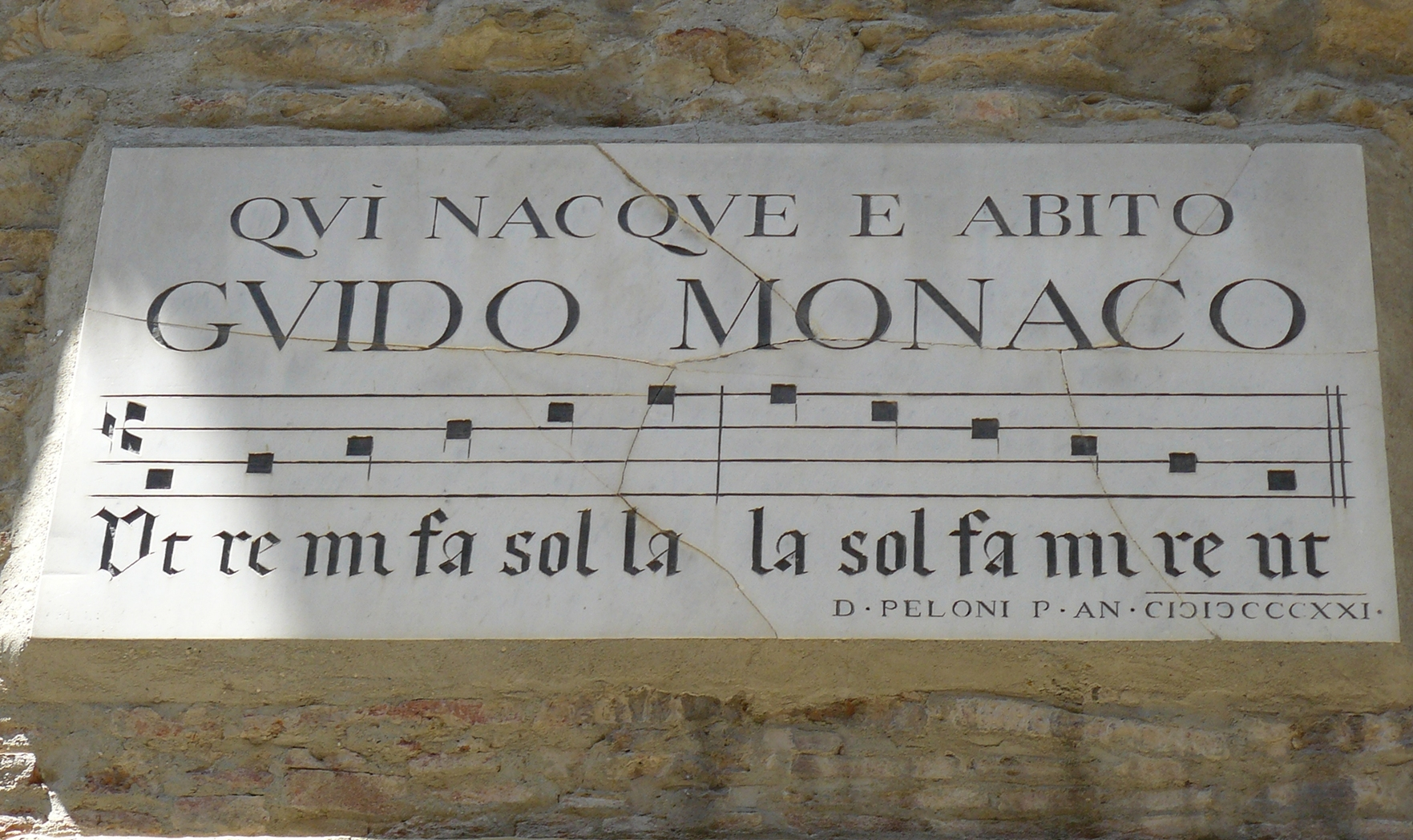
...és emléktáblája Arezzóban

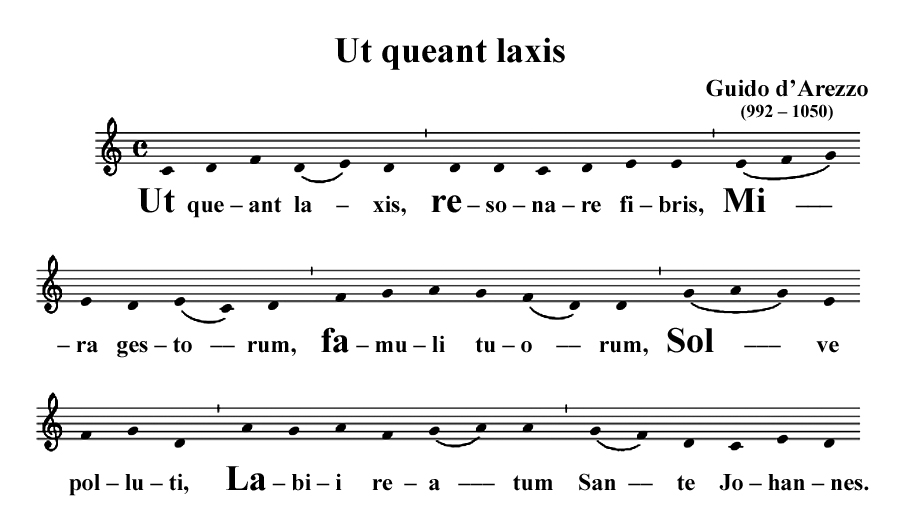
Az Ut queant laxis kezdetű himnusz

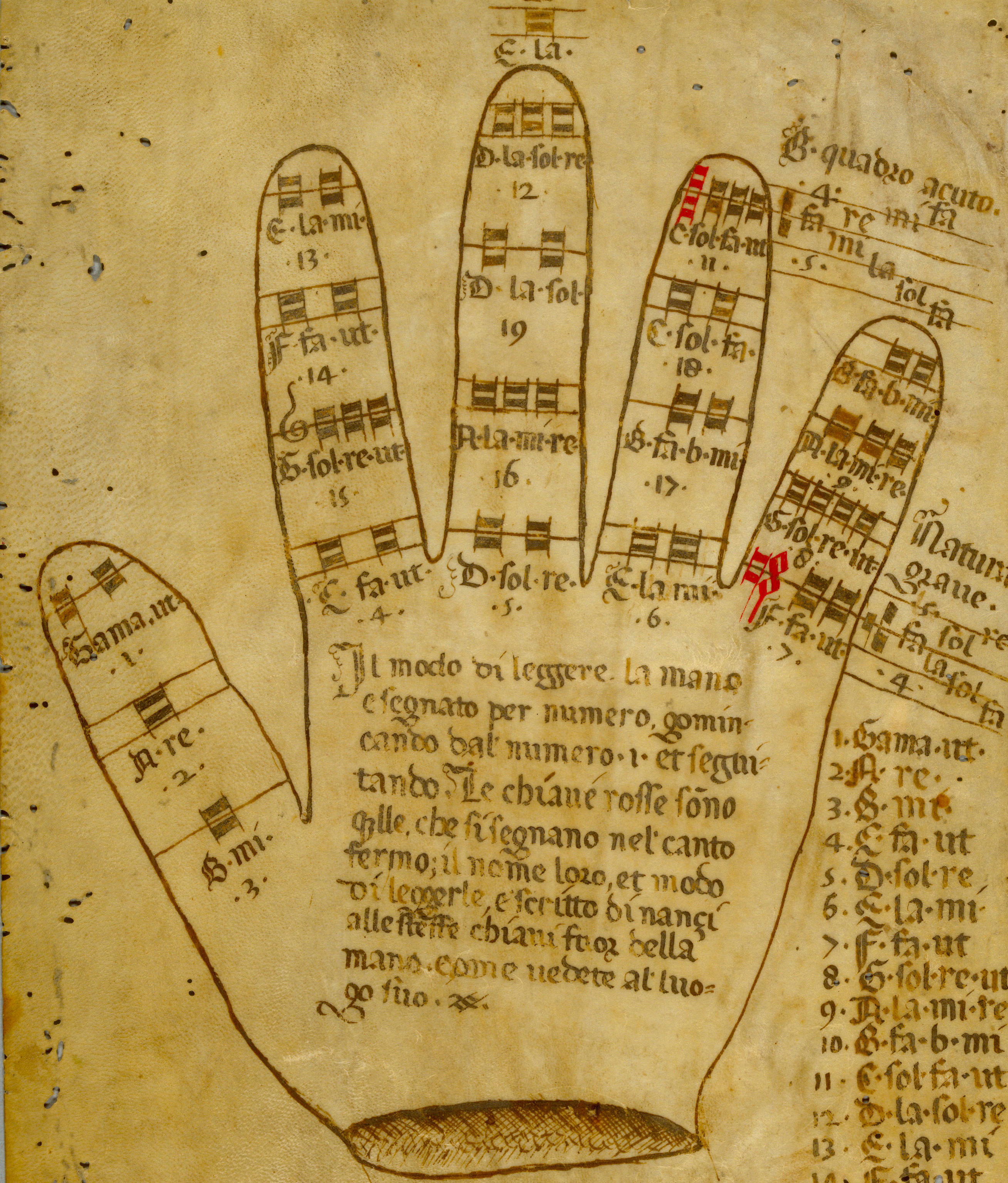
A "guidói kéz" – melynek segítségével a hangokat és hangcsoportokat memorizálták – egy mantovai kéziratban, a XV. század utolsó negyedéből

Arezzói Guidó (vagy Guido Monaco vagy Guido Aretinus, 991-992 körül – 1033-1050 között) itáliai bencés szerzetest és korának egyik legnagyobb teoretikusát tekintik a nyugati zenében mai napig rendkívüli jelentőséggel bíró szolmizációs rendszer legkorábbi változata megalkotójának. Bár Guidó írásaiban nem tesz közvetlen említést sem a mai értelemben vett szolmizációról mint koncepcióról, sem az ennek memorizálását megkönnyítő úgynevezett "guidói kéz"-ről, más találmányai (köztük az ugyancsak korszakalkotó jelentőségű, terctávolságú vonalakra jegyzett notáció, illetve a zenei kulcsok egységes elrendezésének bevezetése) és a gregorián ének tanításának gyakorlatáról írt művei alapján szerzősége mindkét esetben csaknem kétségtelen.
Guidó Epistola de ignotu cantu című, bizonytalan keltezésű művében ír a szótaghoz rendelt hangmagasságok rendkívül hasznos voltáról az énekek betanításakor. Ebben található az Ut queant laxis kezdetű himnusz, melyet a Pál diakónus (720 körül – 799 körül) néven ismert, szintén itáliai bencés szerzetes – költő és történetíró, a Karoling-reneszánsz egyik jeles képviselője – alkotott, szapphói strófákban. Bár a dallam más szövegekkel is ismert, nincs Guidó koránál korábbi előfordulása, így valószínűsíthetően ő a szerzője. A dallam a szöveg sorainak kezdő szótagjaival a diatonikus hangsor első hat hangját szólaltatja meg, emelkedő sorrendben. A szótagok tartalmazzák mind az öt latin magánhangzót és hat különböző mássalhangzót. A Szent János-himnusz néven is ismert műben az énekesek  Keresztelő Szent Jánoshoz fordulnak, hogy közbenjárásával óvja meg őket a rekedtségtől:
| (latin) „Ut queant laxis resonare fibris Mira gestorum famuli tuorum, Solve polluti labii reatum, sancte Ioannes. ” | (magyarul)„Hogy könnyült szívvel csoda tetteidnek zenghessék hírét szabadult szolgáid, oldd meg, Szent János, kötelét a bűntől szennyes ajaknak. ” |
| – Pauli Diaconi Hymnus In Nativitate S. Ioannis Baptistae, Sík Sándor fordítása                                     | |

Az Ut queant laxis kezdetű himnusz dallama
Guidó az 1025-26 körül keletkezett Micrologus című művében fektette le a rendszer elméleti alapjait. Felismerte, hogy a szótagok közvetlenül a hangminőséghez kötődnek, minden szótag a hozzárendelt hangot a hangsor fél- és egészhang-lépéseinek sorában azonosítja. Guidó a mai héthangú diatonikus hangsor egymás melletti első hat hangját egységes csoportnak tekintve egy-egy azonos szerkezetű – azonos egymásutáni fél- és egészhanglépésekből álló (1-1-½-1-1) – csoportot (hexachord) épített a hangsor első és ötödik hangjára. Ezek a hexachordum naturale ("természetes hatos", c-d-e-f-g-a) és hexachordum durum ("kemény hatos", innen a későbbi dúr elnevezés, g-a-h-c-d-e). Ez valószínűleg a XII. század elején egészült ki a diatonikus hangsor negyedik hangjára épült újabb hatos csoporttal: hexachordum molle ("lágy hatos", f-g-a-b-c-d), mely által a gregorián énekben létrejött a hangsorban a b és h hangok váltakozása.
A XIII. század végétől a hangsor többi hangjára épülő újabb és újabb hexachordok alkalmazásával lehetővé vált – a hangok más és más hexachordokban elfoglalt helyének átértelmezésével (mutatio) – bármely félhanglépés éneklése (musica ficta). Ez azonban a rendszert egyre bonyolultabbá, áttekinthetetlenné és – eredeti céljával ellentétben – egyre nehezebben megtanulhatóvá tette.
Már a reneszánszban történtek elszigetelt kísérletek a szolmizációs metódus egyszerűsítésére, például hét és nyolc szótagos új szisztémák bevezetésével, ezek azonban nem terjedtek el. Két, egymástól egészhang-távolságra lévő hexachord összekapcsolása heptachorddá (a diatonikus hangsor hét egymás melletti hangjátt tartalmazó csoporttá) már jelzi annak igényét, hogy oktávon belül minden egyes hangnak külön elnevezése legyen.
A XVI. században a diatonikus hangsor hetedik hangjaként a hatodik hang (la) feletti egészhang azonosítására rögzült a si megnevezés, a közhiedelemmel ellentétben nem az Ut queant laxis himnuszt záró "sancte Ioannes" kezdőbetűiből, hanem a franko-flamand énekes iskolák la feletti kis- (sy) és nagyszekund (ho) jelzésének gyakorlatából. A XVII. századtól terjedt el az első ut szótag do-ra váltása, énektechnikai okokból (Franciaországban a mai napig ut).
A XVI-XVII. században kezd egyre több követőre találni az a vélekedés, mely a különböző hangsorok (tonusok) számának csökkentésében látja az egyszerűsítés kulcsát. A probléma teljes megoldását így csak a két hangnemre redukált dúr-moll rendszer kialakulása hozta el.
Egyes zenetörténészek
szerint a guidói tanítás esetleg nem autentikus: egy kevéssé ismert, az arab írás betűit használó arab szolmizációs módszerből (دُرر مفصَّلات durr-i-mufasszalt, "elválasztott gyöngyök") kerülhetett a módszer a szótagokkal együtt(!) a középkori európai gyakorlatba:
| e     | f     | g     | a     | h     | c1    | d1    |
| ----- | ----- | ----- | ----- | ----- | ----- | ----- |
| ﻡ mīm | ﻑ fāʼ | ﺹ ṣād | ﻝ lām | ﺱ sīn | ﺩ dāl | ﺭ rāʼ |
| mi    | fa    | sol   | la    | si    | do    | re    |

A nyilvánvaló hasonlóság ellenére a feltételezésre konkrét bizonyíték nincs, sokkal valószínűbb az ellenkező irányú átvétel (dāl/do- és sīn/si- egyezés kronológiai ellentmondása, lásd  a si kialakulását és az ut/do-változást feljebb), ráadásul az arab zenében – annak melodikus sajátosságai miatt – nyugati zenei értelemben vett egységes szolmizációs rendszer sosem alakult ki, illetve terjedt el.

### Tonic Sol-fa

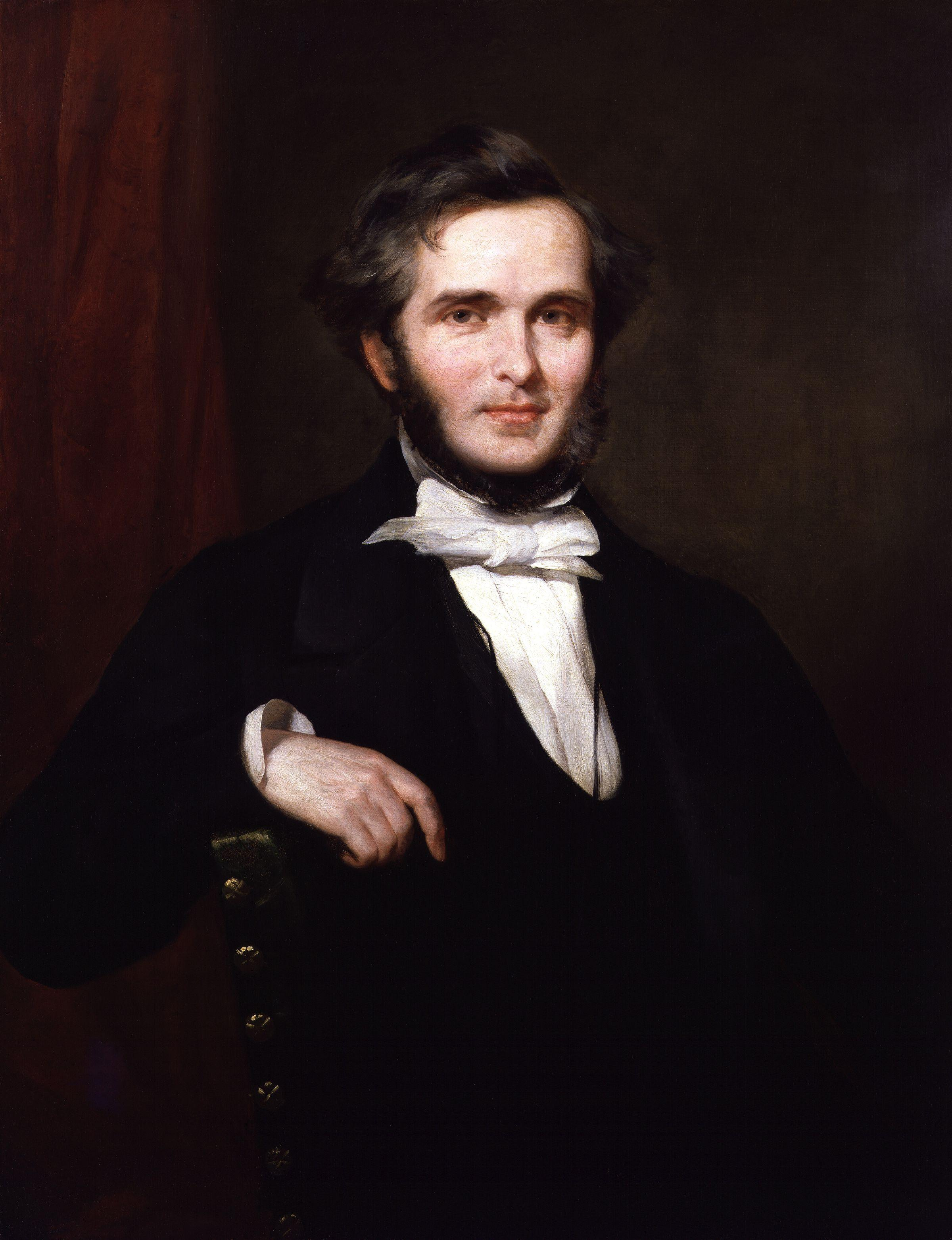
John Curwen portréja (William Gush festménye, 1857 körül)

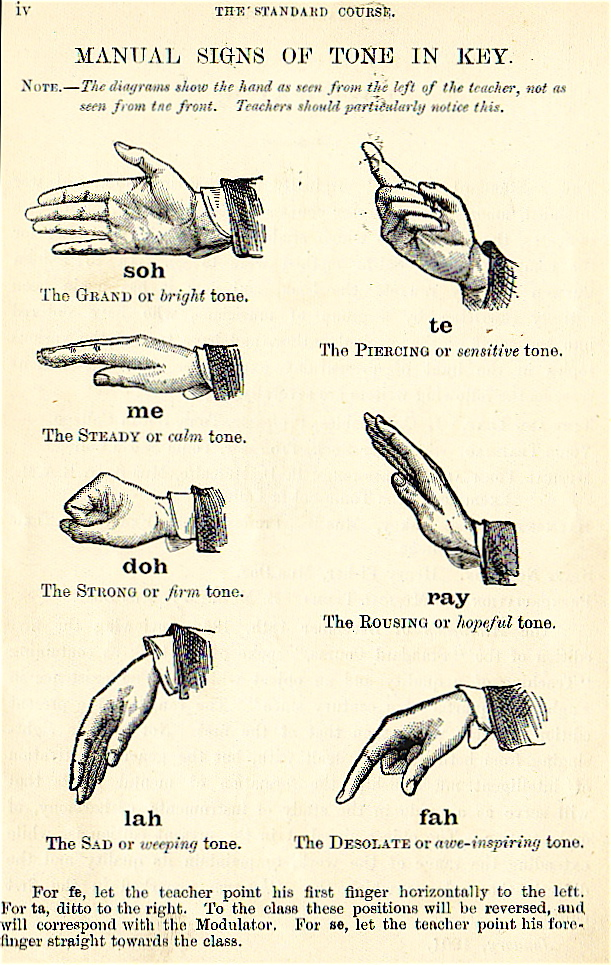
Curwennek tulajdonított, 1904-ből származó eredeti ábra a szolmizációs kézjelekkel

Sarah Ann Glover (1785–1867) norwichi (Anglia) tanárnő új – később forradalmi jelentőségűvé vált – módszert kezdett alkalmazni az iskolai énektanításban. A tanulókat először a hangok egymáshoz viszonyított helyzetével ismertette meg, s az egyes hangokat megkülönböztetendő, a guidói szolmizációs szótagok angolosított változatait használta: Do, Ra, Me, Fah, Sole, Lah, Tee, illetve főként azok első betűit (nagybetűkkel): D, R, M, F, S, L, T. Mint látható, a hetedik hang kezdő mássalhangzóját "s(sz)"-ről "t"-re változtatta, hogy hét különböző kezdő mássalhangzót nyerjen. Glover gyakorlata a kottaolvasás elsajátításának szüksége nélkül tette lehetővé bármely dallam gyors és egyszerű betanítását. Módszerét A Manual of the Norwich Sol-fa System: For Teaching Singing in Schools and Classes ("A norwichi szolfézs kézikönyve: iskolai énektanítás") című, 1835-ben megjelent írásában tette közzé.
1841-ben a kiemelkedő tanári képességeiről ismert, ám zeneileg képzetlen John Curwen (1816–1880) angol lelkipásztor megbízást kapott az angliai vasárnapi iskolák országos konferenciájától, hogy találjon minél egyszerűbb, az énektanításban alkalmazható pedagógiai eljárást. Curwen, aki maga sem tudott kottát olvasni, hamar felfedezte Glover művét, és azt kiegészítésekkel és apróbb változtatásokkal teljes relatív szolmizációs rendszerré dolgozta ki. Módosította a szótagokat: doh, ray, me, fah, soh, lah, te  (kiejtése nagyjából egyezik a mai magyar dó, re, mi, fa, szó, la, ti szótagokéval), hogy egyértelműbbek legyenek (a két félhanglépés alsó hangjai megkülönböztetettek); kiegészítve a felemelt hangokkal: de, re, fe, se, le (mindegyiket magyar "i"-vel ejtve); és a leszállítottakkal: ra, ma, la, ta (leszállított soh (szó) a korabeli zenében nem fordult elő). Helytakarékosságból (nyomtatás) kisbetűsre változtatta a szótagok rövidítéseit (d, r, m, f, s, l, t), bevezette a kézjelek használatát, átvette a hagyományos kottaírásból az ütemvonalakat és a szünetjeleket. Ha a dallam oktávot váltott, a főfekvés jelöletlen oktávjához képest az alsóbbat a hang betűjelzése mellett jobbra lent, a felsőbbet pedig jobbra fent egy kis vonalkával jelezte: d d, d’. Az egyes hangok más szolmizációs szótagra váltásával könnyen kivihető lett a moduláció is, oly módon, hogy a hangra mindkét szótagot kiénekelték, ám az elsőnek csak mássalhangzóját, például me+soh = m’soh, betűjelekkel: ms.
John Curwen 1842-ben jelentette meg először Tonic Sol-fa (körülbelül "tonikai (alaphang szerinti) szolmizáció") néven a teljes rendszert. Indíttatása részben vallásos, részben szociális elképzelésekből fakadt: a módszer nagy segítséget jelentett a templomi kórusoknak, és a zenei képzést megfizetni nem tudó szegényeknek is. A XIX. század derekán azonban már egyre szélesebb néprétegek körében volt kívánatos cél az önképzés, így Curwen módszere egyre ismertebb és népszerűbb lett. Egy 1852-es publikációsorozatnak köszönhetően (Curwen rendszeresen írt módszeréről különböző lapokba) a metódus iránti érdeklődés robbanásszerűen megnőtt. 1856-ban, mikor Curwen visszavonult a lelkipásztori tevékenységtől, hogy minden idejét a szolmizáció oktatásának és terjesztésének szentelje, már saját, e célra felállított nyomdája állította elő a Tonic Sol-fa kézikönyvét és énekek, kórusművek szolmizációs kottáit. 1869-ben külön iskolát (Tonic Sol-fa College) alapított a módszert oktatók képzésére. A metódus sikerét jelzi, hogy 1890-re például Händel Messiás című oratóriumának már több mint 39.000 szolmizált példányát adták el. Ekkor már a Tonic Sol-fa az énektanítás bevett gyakorlatához tartozott az ország minden iskolájában.
Curwen halála után feledésbe ment egyik fő elve: a módszert a tapasztalatok alapján folyamatosan fejleszteni kell, a mindenkori igényeknek megfelelően. Ennek jelentőségét csak a XX. század második felében ismerték fel újra: 1970-71-ben a University of London Educational Institute (a Londoni Egyetem Pedagógiai Intézete) felülvizsgálta a módszert és ajánlásokat fogalmazott meg annak korszerűsítésére. 1974-ben az intézet és a Tonic Sol-fa College közösen hozta létre a Curwen Institute (Curwen Intézet) nevű új szervezetet, 1984-ben pedig megjelent a The New Curwen Method ("Az új Curwen-módszer") első kiadása. Ez az elmúlt évszázad zenepedagógiai fejlődésének számos eredményét integrálta a rendszerbe, de a fő alapelveken nem változtatott.
A Tonic Sol-fa mint modern relatív szolmizáció kialakulásában Sarah Ann Glovert a módszer tulajdonképpeni szerzőjének, John Curwent pedig az egységes és teljes rendszer megalkotójának tekintjük. A metódus pedagógiai jelentőségét mutatja, hogy Kodály Zoltán azt még magasabb szintre emelve, teljes egészében beépítette (néhány változtatással) a gyermekek és felnőttek zenei és zenére neveléséről alkotott koncepciójába (Kodály-módszer).

### Európán kívül
Kínában már időszámításunk előtt kialakult egy abszolút hangmagasságú tizenkét hangos rendszer (lü), illetve vele párhuzamosan egy relatív, pentaton szolmizációs módszer. Előbbinek csak elméleti jelentőséggel bírt (hangrendszer, hangkészlet), utóbbi volt a tulajdonképpeni (transzponálható) használati hangsor. Ez – rendkívül praktikus volta miatt – számos távol-keleti országban is elterjedt. Kínában a IX-XIII. század között újabb, két egymásra épülő pentatóniát alkalmazó szolmizáció született, mely eltérésekkel ugyan, de a mai napig használatban van.
Japánban a szolmizációs jelölés rendkívül gyakorlatias módon együtt volt használatos – így együtt is fejlődött – a ritmikai jelekkel, illetve a hangszeres fogások jelzéseivel, szoros kapcsolatban a gagaku (udvari zene) és nó (zenés dráma) művészetével.
Ma a IX-XI. század során, a Heian-korban keletkezett Iroha (伊呂波, "ABC.." vagy "Alapok", a vers pangramma) című költemény szótagjait használják szolmizációs céllal, ez esetben mindig katakanákkal írva: 
| a      | h       | c1      | d1      | e1      | f1      | g1      |
| ------ | ------- | ------- | ------- | ------- | ------- | ------- |
| イ (i) | ロ (ro) | ハ (ha) | ニ (ni) | ホ (ho) | ヘ (he) | ト (to) |

Indiában már az első évezred első felében kialakult a hét diatonikus hang egy oktávon (szvara) belüli elnevezése:
| c   | d  | e  | f  | g  | a   | h  |
| --- | -- | -- | -- | -- | --- | -- |
| sza | ri | ga | ma | pa | dha | ni |

A szótagok szanszkrit szavak rövidítései, melyek állatok kiáltásainak felelnek meg, például pa – pancsama (kakukk), dha – dhaivata (béka), ni – nisada (elefánt). Az oktáv három külön tetrachordra (gráma) bomlott, ezek – érdekes párhuzamban a guidói rendszerrel – az első, negyedik és ötödik hangokon kezdődtek.
A mai klasszikus indiai zenében a szolmizációnak egy különleges alkalmazása fejlődött ki szargam néven (a fenti sza, ri, ga, ma szolmizációs hangokból), szoros összefonódásban a rága művészetével: az előadó a mű egyes részeiben a költői szöveget a hangoknak megfelelő szolmizációs szótagokkal helyettesíti, virtuóz gyorsaságú, improvizatív recitálással.